# Горенков Федір Степанович
Фе́дір Степа́нович Горенко́в (1900 , Дніпро, Катеринославська губернія, Російська імперія  — 1969 , Полтава, Полтавська область, Українська РСР, СРСР ) — український радянський партійний діяч, 1-й секретар Кіровоградського обласного комітету КП(б)У. Депутат Верховної Ради УРСР 1-го скликання (1938–1947). Депутат Верховної Ради СРСР 1-го скликання (1941–1946). Член ЦК КП(б)У (1938–1949).

## Біографія
Народився 1900 року в родині чорнороба Брянського заводу в місті Катеринославі, тепер Дніпро, Дніпропетровська область, Україна. У 1911 році закінчив двокласне Брянське училище в Катеринославі. У лютому 1912 — березні 1915 року — кур'єр, у березні 1915 — січні 1927 року — токар по металу Брянського металургійного заводу в місті Катеринославі.
Член ВКП(б) з жовтня 1925 року.
У січні 1927 — січні 1930 року — інструктор, начальник навчального цеху, у січні 1930 — лютому 1931 року — завідувач школи фабрично-заводського учнівства при Дніпропетровському металургійному заводі імені Петровського. У 1930 році закінчив два курси Дніпропетровського металургійного технікуму. У лютому 1931 — березні 1932 року — інспектор шкіл фабрично-заводських семирічок із політехнізації, у березні 1932 — липні 1933 року — завідувач вищих заводських технічних курсів при Дніпропетровському металургійному заводі імені Петровського.
У липні 1933 — листопаді 1937 року — завідувач та секретар партійного комітету Красногвардійського філіалу Інституту підвищення кваліфікації інженерно-технічних робітників у місті Дніпропетровську. У 1937 році закінчив два курси Дніпропетровського філіалу Промислової академії імені Сталіна.
У листопаді 1937 — травні 1938 року — 1-й секретар Амур-Нижньодніпровського районного комітету КП(б) України міста Дніпропетровська.
У травні 1938 — січні 1940 року — виконувач обов'язків 2-го секретаря, 2-й секретар Вінницького обласного комітету КП(б) України. 26 червня 1938 року був обраний депутатом до Верховної Ради УРСР 1-го скликання по Брацлавській виборчій окрузі № 51 Вінницької області.
У січні 1940 — серпні 1941 року — 1-й секретар Кіровоградського обласного комітету КП(б) України. Учасник німецько-радянської війни. У серпні 1941 — січні 1944 року — уповноважений Військових рад на Південному, Північно-Кавказькому, 2-му Українському фронтах.
У січні 1944 — 29 березня 1946 року — 1-й секретар Кіровоградського обласного комітету КП(б) України.
З 29 березня 1946 року — в розпорядженні ЦК КП(б) України.
У червні — грудні 1946 року — заступник начальника, у грудні 1946 — 24 грудня 1947 р. — начальник республіканського управління трудових резервів Української РСР. У січні 1948 — березні (оф. травні) 1949 року — заступник начальника Головного управління ремісничих і залізничних училищ та шкіл фабрично-заводського навчання при Раді Міністрів Української РСР.
У травні 1949 — після 1954 року — начальник Полтавського обласного управління трудових резервів. Потім — на пенсії у місті Полтаві.

## Нагороди
- два ордени Трудового Червоного Прапора (7.02.1939, 23.01.1948)